# Institut du cerveau et de la moelle épinière
Das Institut du cerveau et de la moelle épinière (Institut zur Erforschung von Gehirn und Rückenmark) ist ein Grundlagenforschungszentrum für neurologische und psychiatrische Erkrankungen in Paris. Das Zentrum befindet sich auf dem Gelände des Pitié-Salpêtrière-Krankenhauses und beschäftigt über 700 Forscher, Ärzte und Techniker Präsident des ICM ist Gérard Saillant.

## Über das Zentrum
Das ICM wurde am 24. September 2010 gegründet und widmet sich der Erforschung und Behandlung neurologischer und psychiatrischer Erkrankungen wie Alzheimer-Krankheit, Parkinson-Krankheit, Dystonie, Epilepsie, Multiple Sklerose, Schlaganfall, Krebs, Demenz, Depression, Zwangsstörung und Autismus sowie Erkrankungen des Rückenmarks wie u. a. Querschnittslähmung, Quadriplegie.

## Gründungsmitglieder
Die Gründungsmitglieder des ICM kommen aus verschiedenen Bereichen wie Medizin, Sport, Handel und Film: der Chirurg Gérard Saillant (Präsident des ICM), der Neurologe Yves Agid (Wissenschaftlicher Direktor des ICM), Olivier Lyon-Caen, Luc Besson, Louis Camilleri, Jean Glavany, Maurice Lévy, Jean-Pierre Martel, Max Mosley, Lindsay Owen-Jones, Michael Schumacher, Jean Todt, David de Rothschild oder Serge Weinberg. 

## iPEPS-Inkubator
Das ICM beherbergt das 2012 eröffnete Gründerzentrum iPEPS (l’Incubateur et Pépinière d’Entreprises Paris-Salpêtrière), in welchem bis Dezember 2019 mehr als 27 Unternehmen untergebracht wurden, die mit dem ICM zusammenarbeiten (z. B. in der Entwicklung neuer Medikamente und medizinischer Technologien).